# Drew Eubanks
Drew Eubanks (Starkville, 1º febbraio 1997) è un cestista statunitense di ruolo ala grande o centro, professionista nella NBA con i Sacramento Kings.

## Statistiche

### NCAA
| Anno      | Squadra            | PG | PT | MP   | TC%  | 3P% | TL%  | RP  | AP  | PRP | SP  | PP   |
| --------- | ------------------ | -- | -- | ---- | ---- | --- | ---- | --- | --- | --- | --- | ---- |
| 2015-2016 | Oregon St. Beavers | 32 | 30 | 21,4 | 58,0 | -   | 63,5 | 4,6 | 0,4 | 0,4 | 1,2 | 7,6  |
| 2016-2017 | Oregon St. Beavers | 32 | 32 | 32,1 | 58,7 | -   | 71,2 | 8,3 | 1,2 | 0,6 | 2,2 | 14,5 |
| 2017-2018 | Oregon St. Beavers | 32 | 32 | 31,3 | 62,4 | -   | 70,1 | 6,8 | 1,1 | 0,5 | 1,7 | 13,2 |
| Carriera  | Carriera           | 96 | 94 | 28,3 | 59,8 | -   | 69,3 | 6,6 | 0,9 | 0,5 | 1,7 | 11,7 |

#### Massimi in carriera
- Massimo di punti: 32 vs Southern Oregon (28 novembre 2016)[1]
- Massimo di rimbalzi: 18 vs Lamar (16 novembre 2016)
- Massimo di assist: 4 (2 volte)
- Massimo di palle rubate: 3 (4 volte)
- Massimo di stoppate: 7 vs Prairie View A&M (11 novembre 2016)
- Massimo di minuti giocati: 40 (3 volte)

### NBA

#### Regular Season
| Anno      | Squadra             | PG  | PT | MP   | TC%  | 3P%  | TL%  | RP  | AP  | PRP | SP  | PP   |
| --------- | ------------------- | --- | -- | ---- | ---- | ---- | ---- | --- | --- | --- | --- | ---- |
| 2018-2019 | San Antonio Spurs   | 23  | 0  | 4,9  | 57,7 | -    | 84,6 | 1,5 | 0,3 | 0,1 | 0,2 | 1,8  |
| 2019-2020 | San Antonio Spurs   | 22  | 3  | 12,4 | 64,2 | 100  | 76,9 | 3,9 | 0,7 | 0,2 | 0,8 | 4,9  |
| 2020-2021 | San Antonio Spurs   | 54  | 3  | 14,0 | 56,6 | 100  | 72,6 | 4,5 | 0,8 | 0,3 | 0,9 | 5,8  |
| 2021-2022 | San Antonio Spurs   | 49  | 9  | 12,1 | 52,8 | 12,5 | 74,7 | 4,0 | 1,0 | 0,3 | 0,6 | 4,7  |
| 2021-2022 | Portland T. Blazers | 22  | 22 | 29,5 | 64,6 | 26,7 | 68,4 | 8,5 | 1,6 | 0,8 | 0,5 | 14,5 |
| 2022-2023 | Portland T. Blazers | 78  | 28 | 20,3 | 64,1 | 38,9 | 66,4 | 5,4 | 1,3 | 0,5 | 1,3 | 6,6  |
| 2023-2024 | Phoenix Suns        | 75  | 6  | 15,6 | 60,1 | 100  | 77,4 | 4,3 | 0,8 | 0,4 | 0,8 | 5,1  |
| 2024-2025 | Utah Jazz           | 37  | 4  | 15,4 | 60,7 | 60,0 | 63,2 | 4,5 | 1,2 | 0,3 | 0,9 | 5,8  |
| 2024-2025 | L.A. Clippers       | 24  | 0  | 7,4  | 55,1 | 0,0  | 78,6 | 2,4 | 0,4 | 0,1 | 0,3 | 2,7  |
| Carriera  | Carriera            | 384 | 75 | 15,3 | 60,4 | 39,6 | 72,5 | 4,4 | 1,0 | 0,4 | 0,8 | 5,7  |

#### Playoffs
| Anno     | Squadra       | PG | PT | MP   | TC%  | 3P% | TL%  | RP  | AP  | PRP | SP  | PP  |
| -------- | ------------- | -- | -- | ---- | ---- | --- | ---- | --- | --- | --- | --- | --- |
| 2024     | Phoenix Suns  | 3  | 0  | 12,3 | 58,3 | -   | 100  | 1,3 | 0,0 | 0,7 | 0,3 | 5,7 |
| 2025     | L.A. Clippers | 3  | 0  | 4,3  | 0,0  | -   | 66,7 | 0,3 | 0,0 | 0,0 | 0,0 | 1,3 |
| Carriera | Carriera      | 6  | 0  | 8,3  | 50,0 | -   | 77,8 | 0,8 | 0,0 | 0,3 | 0,2 | 3,5 |

#### Massimi in carriera
- Massimo di punti: 27 vs Oklahoma City Thunder (28 marzo 2022)[2]
- Massimo di rimbalzi: 16 vs Houston Rockets (26 marzo 2022)
- Massimo di assist: 5 (4 volte)
- Massimo di palle rubate: 3 (3 volte)
- Massimo di stoppate: 6 (2 volte)
- Massimo di minuti giocati: 41 vs Oklahoma City Thunder (28 marzo 2022)

### NBA G-League
| Anno      | Squadra      | PG | PT | MP   | TC%  | 3P% | TL%  | RP  | AP  | PRP | SP  | PP   |
| --------- | ------------ | -- | -- | ---- | ---- | --- | ---- | --- | --- | --- | --- | ---- |
| 2018-2019 | Austin Spurs | 32 | 32 | 25,0 | 64,8 | 0,0 | 80,9 | 7,8 | 1,3 | 0,5 | 2,6 | 16,3 |
| 2019-2020 | Austin Spurs | 22 | 14 | 23,3 | 62,1 | -   | 75,4 | 6,2 | 1,5 | 1,0 | 1,5 | 15,9 |
| Carriera  | Carriera     | 54 | 46 | 24,3 | 63,7 | 0,0 | 79,0 | 7,1 | 1,4 | 0,7 | 2,2 | 16,1 |